# Johann Julius Walbaum
Johann Julius Walbaum (Wolfenbüttel, 30 giugno 1724 – Lubecca, 21 agosto 1799) è stato un medico, naturalista e zoologo tedesco.
Egli fu il primo a descrivere molte specie precedentemente sconosciute provenienti da parti remote del globo, come la Grande Barracuda (Sphyraena barracuda), il Salmone Chum (Oncorhynchus keta) proveniente dal fiume Kamchatka in Siberia, la Curimatá-pacú (Prochilodus marggravii) proveniente dal fiume São Francisco del Brasile e lo Sheepshead (Archosargus probatocephalus Walbaum) che reca appunto il suo nome. È stato anche il primo ad osservare i guanti come prevenzione contro l'infezione in chirurgia medica. Nel 1758, i guanti da lui osservati erano fatte dal cieco delle pecore, piuttosto che in gomma, la quale non era ancora stata scoperta.
Il museo Naturhistorische di Lubecca, aperto nel 1893, è basato su una vasta collezione scientifica di Walbaum, che era stata persa durante la seconda guerra mondiale.